# 运营商管道化
运营商管道化是指由于社交网络和网络电话等OTT服务的出现，电信公司仅需提供网络连接，而其原有的电话、短信息等基础服务受到威胁盈利减少的现象。